# Чуприна, Игорь Сергеевич
Игорь Сергеевич Чуприна (укр. Ігор Сергійович Чуприна, род. 25 апреля 1990, Ильичевск) — украинский и словацкий гандболист, вратарь, выступающий за клуб «Татран».

## Карьера

#### Клубная
Игорь Чуприна начинал заниматься гандболом в Ильичевске. Начал профессиональную карьеру в украинском клубе «Портовик» из Южного. В составе клуба «Портовик» становился серебряным и дважды бронзовым призёром чемпионата Украины. В 2014 году Чуприна перешёл в российский клуб «Локомотив» (Челябинск), в составе которого сыграл в чемпионате России 23 матча. В 2015 году Игорь Чуприна стал игроком словацкого ГК Татран Прешов.

#### Сборная
Игорь Чуприна выступал за сборную Украины. В 2019 году принял гражданство Словакии.

## Статистика
| Сезон        | Клуб                | Лига                | Матчи | Всего голов | голы 7-метр | Голы с игры |
| ------------ | ------------------- | ------------------- | ----- | ----------- | ----------- | ----------- |
| 2009-10      | Портовик (Южный)    | Суперлига (Украина) | 22    | 0           | 0           | 0           |
| 2010-11      | Портовик (Южный)    | Суперлига (Украина) | 19    | 0           | 0           | 0           |
| 2011-12      | Портовик (Южный)    | Суперлига (Украина) | 24    | 0           | 0           | 0           |
| 2012-13      | Портовик (Южный)    | Суперлига (Украина) | 23    | 0           | 0           | 0           |
| 2013-14      | Портовик (Южный)    | Суперлига (Украина) | 18    | 0           | 0           | 0           |
| 2014-15      | Локомотив Челябинск | Суперлига (Россия)  | 23    | 0           | 0           | 0           |
| 2016-17      | ГК Татран Прешов    | Экстралига          | 29    | 0           | 0           | 0           |
| 2017-18      | ГК Татран Прешов    | Экстралига          | 35    | 0           | 0           | 0           |
| 2018-19      | ГК Татран Прешов    | Экстралига          | 16    | 0           | 0           | 0           |
| 2016-по н.в. | Итого               | Суперлига (Украина) | 108   | 0           | 0           | 0           |